# ノアズノーツ
『ノアズノーツ』は、池沢春人による日本の漫画。『週刊少年ジャンプ』（集英社）において、2018年15号より38号まで連載された。

## あらすじ
歴史に興味がない高校生の寿未来は、ひょんなことから拾った金属片をSNSにアップする。しかし、それは重要な古代遺跡への招待状だった。突如学校にやって来た考古学者のノア教授とともに、“二周目の人類”が滅ばないために“滅びた一周目の人類”の遺跡をめぐる冒険の旅に出る。

## 登場人物

### 主人公達
寿 未来（ことぶき みらい）
歴史に興味がない女子校生。料理が得意。結婚して幸せな家庭を築くのが夢。巻末では、セクシーな姿を披露している（第1巻は制服。第2巻は水着）。実は、2018年7月6日にみなとみらいで交通事故に遭って死亡した、最初の人類。ループでは異分子であり、心だけが10万年後の体にワープする。レインマンは彼女とノアを出会うことを阻止しようとするが、人間が干渉できないシュレーディンガーの黒猫なる存在のせいで毎回失敗している。
ノア・ミナミ・アンバーバック
国家機密に指定された「人類周回説」の研究をしている考古学者。仮説を立てて危機を乗り越える。遺跡や化石に触れると興奮する癖がある。また「ユアリーカ（我理解せり）！」が口癖。モネからガスライターを改造したノーツを手に入れる。
学生時代から数々の論文を発表し、裕福な家の出身という事もあり周囲に一目置かれていたが、「人類周回説」発表後は一転して白い目で見られると同時に学会を敵に回すようになる（但し、本人は全く気に留めてない。またルーロンら大学時代の同期以外にも、タケダなど学会所属者の中に困りながらも信頼し協力する者も居ることから、少なからず人望はあるようである）。

### ARK Lab
タケダ
学会に所属する職員で半ばノアの秘書の様な活動をする。ノアの行動に毎回頭を悩ませている。
路龍（ルーロン）
古生物学者。ノアとは大学時代の同期で腐れ縁の仲。タレント学者としてメディア露出も多い為、世間一般にも有名。古生物としての旧人類を研究している。動物と周波数を合わせて会話ができる犬笛のようなハイノーツを所持している。
ノアの世間から受け入れられない損なやり方を批判してはいるが、実際は学生時代に出自によらず自分を認めてくれたノアに感謝し、信頼している。
中性的な容姿の優男だが、実はアークラボの中で一番喧嘩が強い。なお、学生時代はビン底のメガネをかけていた。
チャイナタウンのスラム出身。
ニナ・フンク
ポーランド軍直属先進医療理化学研究所所長。薬学者にしてアークラボの一員。ノーツの技術を利用した「惚れ薬」を所持している。
自分に興味がある男性に興味がない。一方で、ノアに惚れており、彼に近づく女性に毒を盛ろうとする。その為、彼らが通っていた大学では、「ノアに告白をすると下痢になる」という噂が広まっていた。
カイ・アロヒラニ・キーリング
海洋学者にしてアークラボの一員。空気を読めない。ハイノーツである高周波増波マルチモーターを所持している。
アリー・V・ハイヤーン
地質学者にしてアークラボの一員。地球科学の第一人者であり、某砂漠の国の七番目の王子。直ぐに女性を口説く。死ぬほど空気が入っているだけの球だが、空気の出し入れで局所的に気圧を操って風を起こせる能力を持つハイノーツ「圧気球」を所持している。
ギルボード・フォン・アインシュタイン
量子物理学者にしてアークラボの一員。粗野な性格。落雷を発生させる能力を持つハイノーツ「ブライアン・レポート」を所持している。
パストゥール・レインマン
アークラボ教授。ノーツの存在を見つけ出した。また、ノアたちの恩師。人類周解説（ループセオリー）について、何かを知っている節がある。ノーティラスで未来を射殺するなどノア達を裏切る行為に出たが、その目的は最後まで明かされなかった。

### 聖堂騎士団
MICHELANGELO（ミケランジェロ）
聖堂騎士団第二使徒。黒髪の青年。ハイノーツ「ロンギヌス」を所持している。「ロンギヌス」を使って町を一つ消しとばすなど、他の使徒とは別格の実力を持つ。見えない壁を作ったり相手の動きを止めるなどを多彩な能力を持つ「ブラフマン」なる力があるが、「ブラフマン」の正体が明かされることは無かった。
MONET（モネ）
聖堂騎士団第七使徒。長身長髪の無表情な男で、ガスライターを改造したノーツを使う。ノアとの遭遇前には、持ち前の怪力と防弾仕様のマントの効果で、ノーツを一切使わない状態でも武装したマフィアの集団を軽くあしらった他、ノアと未来を食したピスタチオの香りから追跡したり、教会の地下での足音を聞き分けて居場所を特定するなど、体力だけでなく嗅覚・聴力など五感も含め高い身体能力を持つ。
ARTEMISIA（アルテミジア）
聖堂騎士団第九使徒。長髪のセクシーな美女。肌の露出面積が多いほど効果的なハイノーツ「極地用人工皮膚H-300」を所持している。このハイノーツは高性能ポリマーを生体適合させた皮膚。並みの攻撃は受け付けないハイノーツの防御力と持ち前の怪力でノアを追い詰めるが、ハイノーツへの過信からノアの知略にはまり、筋肉を痺れさせ身体の自由を奪うガスが堆積した沢に誘い込まれ身体の自由を奪われた。ガスを吸引したが完全に動けなくはなっておらず、不意打ちからの逆転勝利を確信するが、ノアの方が一枚上手でティッツィアーノから奪った「追加遠隔筋電義手TKZ-77」で無防備な状態で顎を殴られ、完全に動けなくなり敗北する。
TIZIANO（ティツィアーノ）
聖堂騎士団第十一使徒。小柄で中性的な容姿の美少年。複数のグローブを操るハイノーツ「追加遠隔筋電義手TKZ-77」を所持している。自信過剰かつ残酷な性格で戦いや弱者をいたぶることをゲーム感覚で楽しんでいるが、相手が強敵と分かると人質を取ったり、不利になると取り乱して命乞いをするなど強固な信念は無く、戦い方もハイノーツに頼り切っており、純粋な肉体的な力でも常人を遥かに上回っていた他の使徒と比べ心身共に未熟さがある（但し、ミケランジェロにハイノーツの扱いに慣れるのが早いと素質の高さは評価されている）。前述のハイノーツにナイフを持たせ遠距離からルーを攻撃し、戦いを有利に進めている様に見えたが、ルーの策によって人食いキノコに寄生され逆転された。泣きながら命乞いし、一度は許されるも、負けを認めず騙し討ちしようとしたが、最期は呼び出されたサメに殺された。

### その他
七海航
学会直属の考古学者で、ノアが見つけるノーツを横取りするため彼を追っている。仲間に助手の五十嵐渚と学会OL(監視＆経理)の三浦岬がいる。
ハント
セイレーンの島でノアたちが出会った10万年以上を生きているブルドッグ。ティツィアーノに首を傷つけられ絶命したと思われたが、ルーがティツィアーノを倒した後に墓から出て復活した。

## 用語
NOTES（ノーツ）
10万年前(前の周回の西暦2022年)の地球に存在した一周目の人類の遺産。その中で2022年までの技術にしては高度過ぎる、オーパーツというべきノーツはHiNOTES(ハイノーツ)と呼ばれてる。
ARK Lab（アークラボ）
各分野（地質学、海洋学、言語学、天文学、植物学、物理学、古生物学、考古学）最高の才能が集まり学会一の研究チームと言われたある大学のゼミ。ノア達はこのゼミの出身者。教授はレインマン。
聖堂騎士団（テンプルナイツ）
歴史上最も謎に包まれたノーツ「聖杯」を所有する人類最古の秘密結社。メンバーはノーツで武装している。その目的はループを神の思し召しとし人類絶滅の邪魔を阻止する事。
サン＝ジェルマン伯爵
「彷徨えるユダヤ人」伝説とも言われてる、時代を超えて世界各地に痕跡を残した人物。ループに関わっているらしいが、セイレーンの島に存在した研究所の研究員であること以外は明かされなかった。
横浜みなとみらい遺跡
横浜駅に地下に存在する10万年前のみなとみらい。ノアの推測では海に沈んだ埋め立て地がプレート運動により洞窟化したことで生まれた「ヤン＝リー型洞窟」であり、巨大なフクロウを頂点捕食者とする独自の生態系を形作っている。
セイレーンの島
バミューダトライアングルに隠された島で10万年間野晒しで形を保っていた未来都市が存在する。この島に近づくとセイレーンの歌声が聞こえることから地元の漁師達から恐れられているが、歌声の正体は電波妨害を載せ人工音声ソフトで作られた歌であった。
ノーティラス
ドバイ沖に存在し国連にも学会にも加盟していない「最後の独裁国家」である島国。1831年から１年間の間に英国東インド会社が貿易を試みようとした歴史がある。なお作中のドバイでは2120年の完成を目途にペルシャ湾に海上未来都市リゾート・アトランティスを建設しようとしており、それが1週目の人類絶滅後にアトランティスの伝説として残ったという仮説が立てられている。
ノアズノーツ
最終話で横浜の中華街の裏の断層で未来が見つけたノート。何週か前の未来が記述したものらしく、その内容は「人の心は量子として11次元のどこかにある」「心だけが意識の次元に保存された旧人類が物質世界の再現を待って「帰ってくる」計画を立ててる」「2022年の大晦日で未来の遺体が使われたみなとみらいでの実験の失敗により計画が狂い、少しでもズレると旧人類の心が帰ってこれなくなるため計画を何度もやり直している」といったループに関する情報が記載されている。

## 書誌情報
- 池沢春人 『ノアズノーツ』 集英社〈ジャンプ・コミックス〉、全3巻
  1. 「冒険学者の方舟」2018年7月9日発行（7月4日発売[集 1]）、ISBN 978-4-08-881515-2
  2. 「カリブに眠る歌声」2018年9月9日発行（9月4日発売[集 2]）、ISBN 978-4-08-881569-5
  3. 「人類周回説」2018年10月9日発行（10月4日発売[集 3]）、ISBN 978-4-08-881625-8